# Nieuwe Dom van Linz
De Nieuwe Dom (Neuer Dom, officieel Maria-Empfängnis-Dom) is de kathedraal van de Opper-Oostenrijkse stad Linz. Het neogotische bouwwerk werd tussen 1862 en 1924 gebouwd en is ontworpen door Vincenz Statz. Als voorbeeld gold de Dom van Keulen.
Met een toren van bijna 135 meter is het een van de hoogste kerkgebouwen ter wereld. De toren is twee meter minder hoog dan die van de Weense Stephansdom, omdat kerktorens in het voormalige Oostenrijk-Hongarije niet hoger mochten zijn dan de toren van de Weense kathedraal.
Het initiatief voor de bouw van de dom werd in 1855 genomen door bisschop Franz Joseph Rudigier. De dom is gewijd aan de Onbevlekte Ontvangenis van Maria. Dit dogma was een jaar eerder afgekondigd door paus Pius IX en had onder katholieken een golf van Mariaverering in gang gezet.
De kathedraal was de opvolger van de barokke Oude Dom van Linz, die vanaf het oprichtingsjaar van het bisdom (1785) als bisschoppelijke kerk had gefungeerd en waar Anton Bruckner organist was.
In de crypte van de Nieuwe Dom bevinden zich de graven van de bisschoppen van Linz, waaronder dat van bisschop Rudigier. Van de glas-in-loodramen is vooral het Linzer Fenster bekend. Het toont voorstellingen uit de geschiedenis van de stad Linz.